# Indiana Pacers 1981-1982
La stagione 1981-82 degli Indiana Pacers fu la 6ª nella NBA per la franchigia.
Gli Indiana Pacers arrivarono quarti nella Central Division della Eastern Conference con un record di 35-47, non qualificandosi per i play-off.

## Roster
| N° | Naz.                   | Ruolo | Sportivo          | Anno | Alt. | Peso |
| -- | ---------------------- | ----- | ----------------- | ---- | ---- | ---- |
| 10 | Stati Uniti (bandiera) | G     | Don Buse          | 1950 | 193  | 86   |
| 11 | Stati Uniti (bandiera) | G     | Raymond Townsend  | 1955 | 191  | 79   |
| 12 | Stati Uniti (bandiera) | G     | Butch Carter      | 1958 | 196  | 82   |
| 14 | Stati Uniti (bandiera) | G     | Jerry Sichting    | 1956 | 185  | 76   |
| 16 | Stati Uniti (bandiera) | G     | Johnny Davis      | 1955 | 188  | 77   |
| 24 | Stati Uniti (bandiera) | AC    | George L. Johnson | 1956 | 201  | 95   |
| 25 | Stati Uniti (bandiera) | GA    | Billy Knight      | 1952 | 198  | 88   |
| 26 | Stati Uniti (bandiera) | AC    | Tom Owens         | 1949 | 208  | 98   |
| 30 | Stati Uniti (bandiera) | AC    | George McGinnis   | 1950 | 203  | 107  |
| 32 | Stati Uniti (bandiera) | AC    | Herb Williams     | 1958 | 208  | 110  |
| 42 | Stati Uniti (bandiera) | AC    | Mike Bantom       | 1951 | 206  | 91   |
| 45 | Stati Uniti (bandiera) | AC    | Clemon Johnson    | 1956 | 208  | 109  |
| 55 | Stati Uniti (bandiera) | A     | Louis Orr         | 1958 | 203  | 79   |

## Staff tecnico
- Allenatore: Jack McKinney
- Vice-allenatore: George Irvine
- Preparatore atletico: David Craig